# Ferrari F1 641
Ferrari F1 641 je Ferrarijev dirkalnik Formule 1, ki je bil v uporabi v sezoni 1990, ko sta z njim dirkala Alain Prost in Nigel Mansell.
Ferrari F1 641 je močno temeljil na svojem predhodniku 640. Dizajniral ga je John Barnard, poganjal pa ga je 3.5 litrski motor V12. Z zanesljivim polavtomatskim menjalnikom, ki ga je moštvo izpopolnilo od predhodne sezone, je bil dirkalnik zanesljiv in hiter. Aerodinamika je bila prenovljena in medosna razdalja je bila nekoliko podaljšana. Ferrari je zaposlil aktualnega prvaka Alaina Prosta, ob njem pa je dirkal še Nigel Mansell. Barnard je imel pri načrtovanju dirkalnika v mislih Prostov mehak stil dirkanja. Kot nekdanji uslužbenec McLarna, je Barnard vedel kakšne nastavitve Prostu ugajajo.
Prost je trdo delal na izboljševanju menjalnika in na splošno na dirkalniku, da bi spodbudil in povezal Ferrarijeve uslužbence. To ni bilo preveč všeč Mansellu, ki je imel slabo sezono. Prostova testiranja so dirkalnik 641 naredila zelo konkurenčen in uspelo mu je doseči pet zmag, tudi neverjetno iz 13. štartnega mesta na Veliki nagradi Mehike in se z Ayrtonom Senno boril za naslov vse do zadnje dirke. Odločilno je bila znamenito trčenje na Veliki nagradi Japonske, za katerega je Brazilec kasneje priznal, da je bilo namerno in, ki je prvenstvi odločilo v Sennino in McLarnovo korist.

## Popolni rezultati Formule 1
(legenda) (Odebeljene dirke pomenijo najboljši štartni položaj)
| Leto | Šasija      | Motor           | Gume | Dirkači       | 1   | 2   | 3   | 4   | 5   | 6   | 7   | 8   | 9   | 10  | 11  | 12  | 13  | 14  | 15  | 16  | Toč | Prv. |
| ---- | ----------- | --------------- | ---- | ------------- | --- | --- | --- | --- | --- | --- | --- | --- | --- | --- | --- | --- | --- | --- | --- | --- | --- | ---- |
| 1990 | Ferrari 641 | Ferrari 042 V12 | G    |               | ZDA | BRA | SMR | MON | KAN | MEH | FRA | VB  | NEM | MAD | BEL | ITA | POR | ŠPA | JAP | AVS | 110 | 2.   |
| 1990 | Ferrari 641 | Ferrari 042 V12 | G    | Alain Prost   | Ret | 1   | 4   | Ret | 5   | 1   | 1   | 1   | 4   | Ret | 2   | 2   | 3   | 1   | Ret | 3   | 110 | 2.   |
| 1990 | Ferrari 641 | Ferrari 042 V12 | G    | Nigel Mansell | Ret | 4   | Ret | Ret | 3   | 2   | 18  | Ret | Ret | 17  | Ret | 4   | 1   | 2   | Ret | 2   | 110 | 2.   |